# شهرستان میامی (کانزاس)
شهرستان میامی، کانزاس (به انگلیسی: Miami County, Kansas) یک سکونتگاه مسکونی در ایالات متحده آمریکا است که در کانزاس واقع شده‌است.